# Kris Oprisko
Kris Oprisko (nacido en 1950, Chester, Pensilvania) es un autor que trabajó para WildStorm de 1995 a 1999, y fue uno de los cuatro fundadores de Idea and Design Works, LLC / IDW Publishing, donde continúa trabajando. De 2000 a 2001 escribió los cuatro volúmenes de la serie de cómics Resident Evil Fire and Ice. Ha escrito varios libros como el primer Metal Gear Solid, Case Files, la serie CSI, entre otros. Algunos de los libros que escribió tienen ilustraciones de Gabriel Hernández y Ashley Wood, entre otros. También creó Cardcaptors and Wizard in Training CCGs for Upper Deck, así como el innovador juego de mesa/juego de cartas Gregory Horror Show para la compañía del mismo nombre.

## Libros
Libros hechos por Kris Oprisko:
- Resident Evil Fire and Ice #1
- Resident Evil Fire and Ice #2
- Resident Evl Fire and Ice #3
- Resident Evil Fire and Ice #4
- Metal Gear Solid Volume 1
- CSI: Miami Thou Shalt Not...
- CSI: Dominos
- Metal Gear Solid Volume 2
- CSI Miami: Blood/Money
- Clive Barker's the Thief of Always: Book 3
- Clive Barker's the Thief of Always: Book 2
- Clive Barker's the Thief of Always: Book 1
- Underworld Official Movie Adaptation
- Underworld: Red in Tooth & Claw 3-issue miniseries
- Robot Galaxy #1 & 2